# Donja Ržana
Donja Ržana (em cirílico: Доња Ржана) é uma vila da Sérvia localizada no município de Bosilegrad, pertencente ao distrito de Pčinja, na região de Krajište. A sua população era de 51 habitantes segundo o censo de 2011.

## Demografia
| 1948 | 1953 | 1961 | 1971 | 1981 | 1991 | 2002 | 2011 |
| ---- | ---- | ---- | ---- | ---- | ---- | ---- | ---- |
| 307  | 315  | 316  | 301  | 210  | 140  | 79   | 51   |